# 亚赫辽县
亚赫辽县是越南多乐省下辖的一个县。

## 地理
亚赫辽县北接嘉莱省诸蒲县和富善县，东接嘉莱省阿云巴市社和克容巴县，南接克容囊县、克容布县和格姆阿县，西接亚苏县。

## 历史
2007年8月27日，亚南社析置亚特社。

## 行政区划
亚赫辽县下辖1市镇11社，县莅亚热让市镇。
- 亚热让市镇（Thị trấn Ea Drăng）
- 格阿芒社（Xã Cư A Mung）
- 格摩社（Xã Cư Mốt）
- 热勒杨社（Xã Dliê Yang）
- 亚好社（Xã Ea Hiao）
- 亚赫辽社（Xã Ea H'leo）
- 亚卡社（Xã Ea Khal）
- 亚南社（Xã Ea Nam）
- 亚拉社（Xã Ea Ral）
- 亚索社（Xã Ea Sol）
- 亚特社（Xã Ea Tir）
- 亚威社（Xã Ea Wy）